# Обёрточная реклама

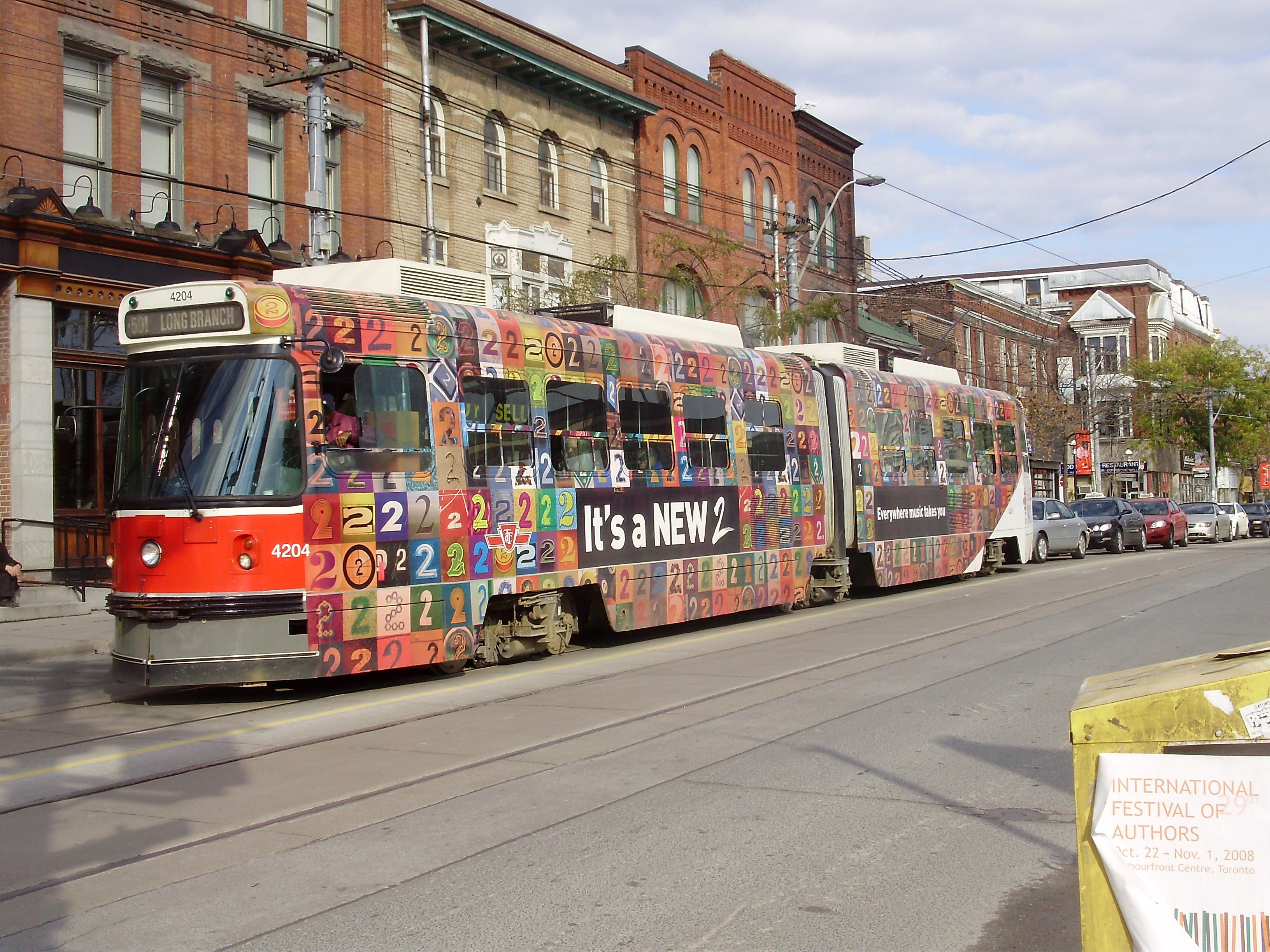
Трамвай в Торонто с обёрточной рекламой

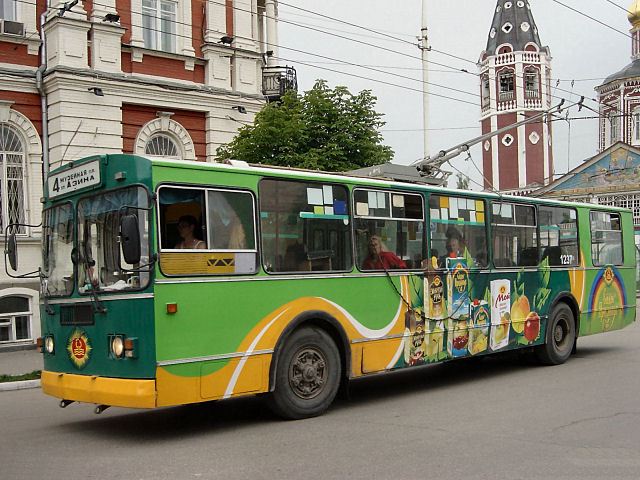
Троллейбус в Саратове

Обёрточная реклама — маркетинговая стратегия, при которой городской транспорт — автобусы, маршрутные такси, троллейбусы и трамваи, а иногда и железнодорожные локомотивы, электропоезда и дизель-поезда — покрываются рекламой путём окраски или оклейки виниловой самоклеящейся плёнкой (например Oracal) с напечатанными на ней изображениями (часто эти два способа комбинируют) или же, в редких случаях, реклама наносится на полотна, которым завешивается поверхность транспортного средства.
При оклейке транспортного средства зачастую оклеиваются боковые и задние стёкла, а лобовые стёкла, по соображениям безопасности, остаются открытыми. При оклейке стёкол добросовестные рекламные фирмы предусматривают перфорированную плёнку или большое количество неоклеенных поверхностей, для того чтобы пассажиры могли смотреть в окна и ориентироваться в городе.

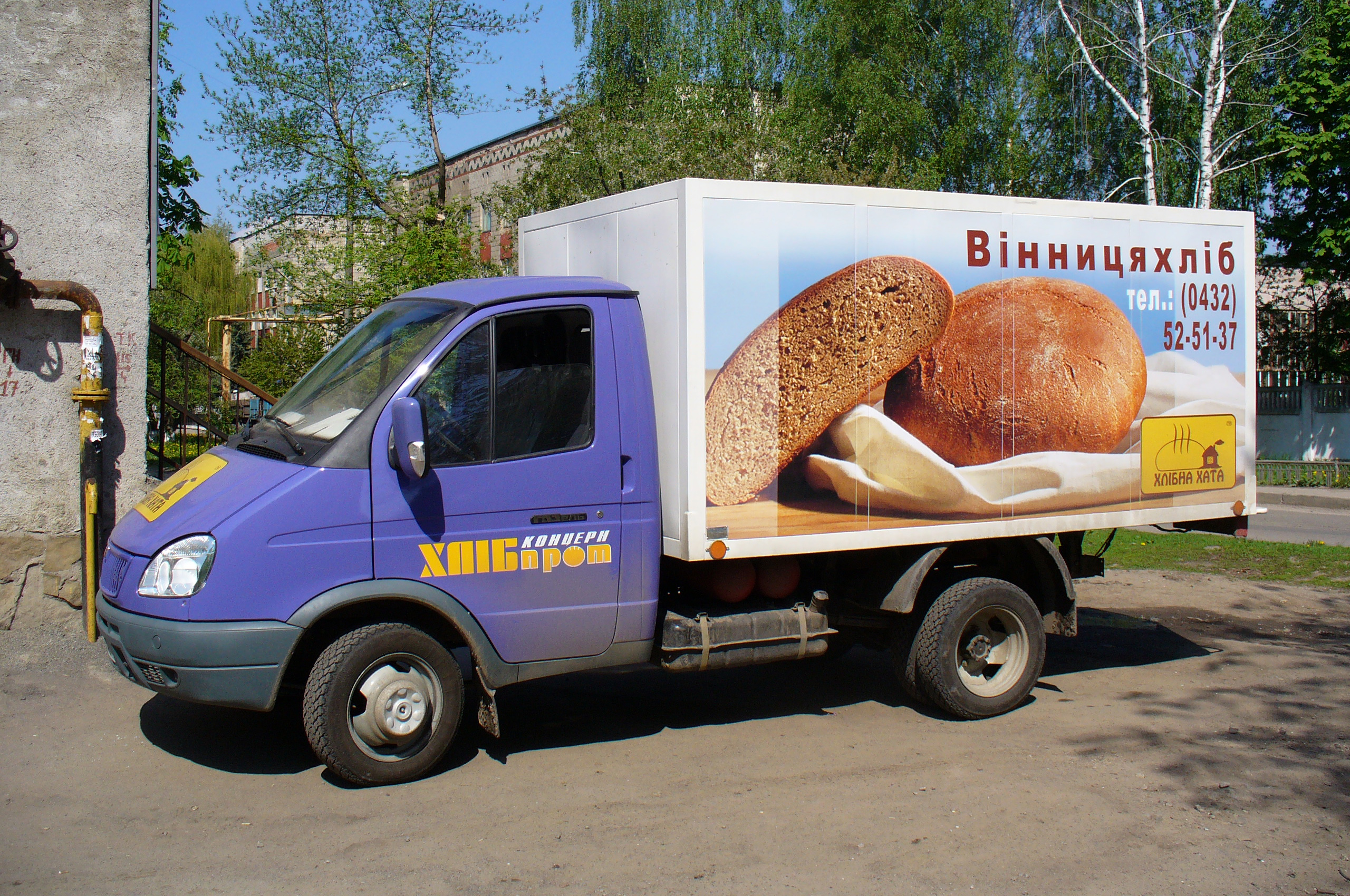
ГАЗель с рекламой хлеба

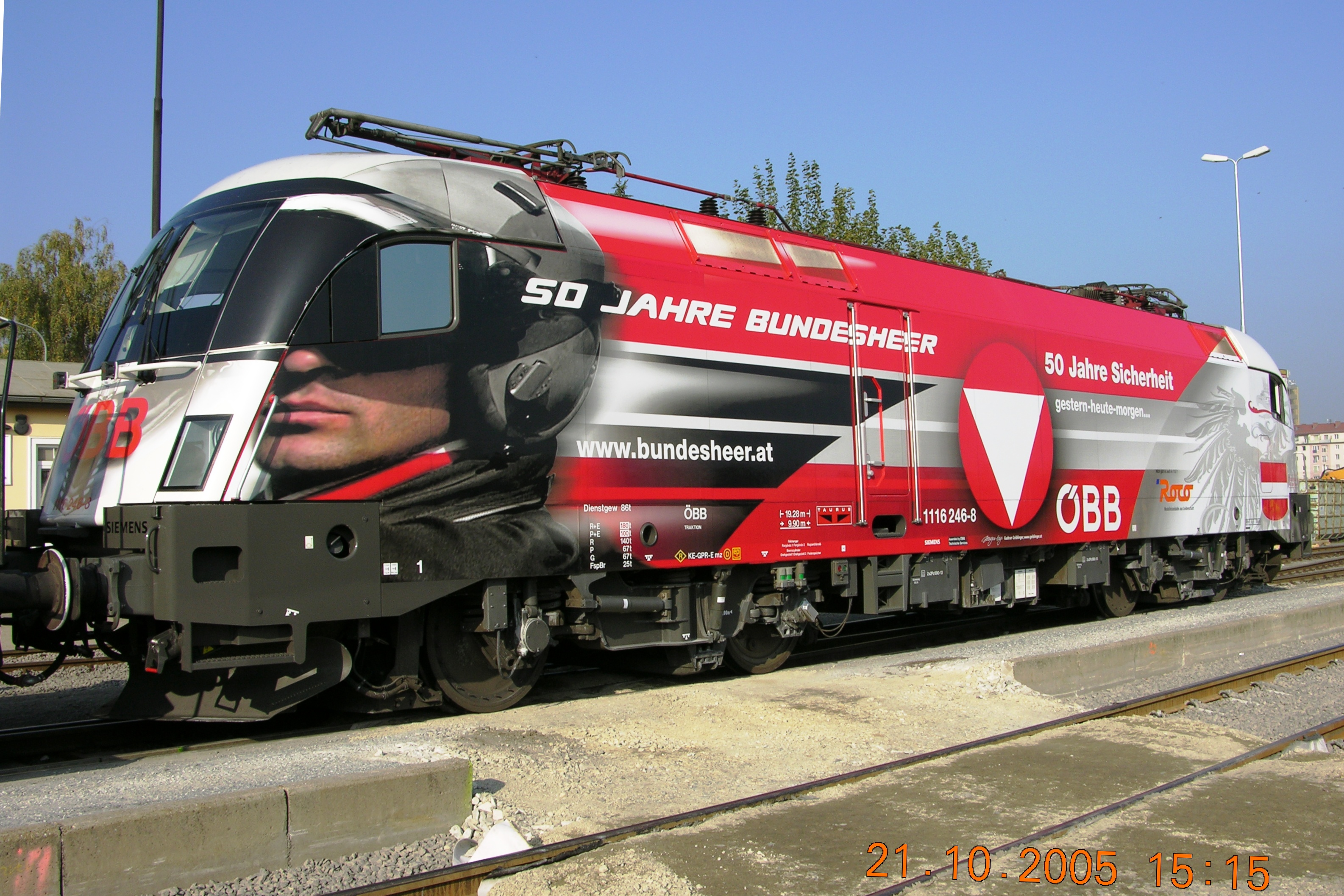
Электровоз семейства Siemens EuroSprinter с обёрточной рекламой

По мнению аналитиков, мобильная реклама, перемещающаяся по городу на транспорте, более эффективна, чем традиционная неподвижная реклама.
В некоторых странах, отдельных регионах или городах обёрточная реклама законодательно запрещена. Например, в Нью-Йорке запрещена любая «моторизированная» реклама.